# Monsters and Robots
Monsters and Robots es el quinto álbum del guitarrista Buckethead, lanzado el 10 de abril de 1999 por el sello disquero Higher Octave. La mayor parte del álbum fue coescrita por Les Claypool, quien también toca el bajo en varias canciones y vocaliza en la canción «The Ballad of Buckethead».
La versión japonesa incluye una canción adicional titulada, Remote Viewer #13.

## Canciones
1. «Jump Man» – 4:21
2. «Stick Pit» – 3:40
3. «The ballad of buckethead» – 3:59
4. «Sow Thistle» – 4:30
5. «Revenge of The Double-Man» – 3:34
6. «Night of The Slunk» – 5:43
7. «Who Me?» – 2:08
8. «Jowls» – 4:26
9. «The Shape Vs. Buckethead» – 5:40
10. «Stun Operator» – 4:17
11. «Scapula» – 4:04
12. «Nun Chuka Kata» – 4:30

### Canciones extras
1. «Remote Viewer» #13

## Créditos
- Buckethead - Guitarra y bajo
- Les Claypool - Vocalista y Bajo
- Brain - Percusión
- Phonosycographdisk - Sonidos distorsionados entre otros
- Bootsy Collins - Vocalista
- Ovi-Wey - Rap
- DJ Eddie Def - Giradisco
- Max Robertson - Vocalista
- The Chicken Scratch Choir - Coristas

- Canciones 1, 8 y 11 grabadas en Horn of Zeus.
  - Producido y mezclado por Pete Scaturro y Rob Beaton.
  - Jowls originalmente fue grabada por Howard Johnson en Different Fur Recording
  - Asistencia en la grabación de la canción 8 por Mark Weber y en la canción 11 por Mark Weber y Eric Ware.
- Canciones 2, 3, 5, 7, 10, 12 y 13 fueron grabadas en Rancho Relaxo studios.
  - Producidas por Les Claypool.
  - Ayudado por Oz Fritz.
- Canciones 4 y 9 grabadas en the Embalming Plant.
  - Producido por Extrakd.
- Canción 6 grabada en Orange Music.
  - Producida por Bill Laswell.
  - Asistido por Robert Musso.
- Producción adicional en las canciones 1, 4 y 9 por Bootsy Collins en Bootzilla Re-hab P-form School.
- Masterizado por Don E. Tyler en Precision Mastering.

- Dirección de arreglos: Warren Schummer.
- Diseño, ilustración y Fotografía: Dave McKean y Hourglass.
- Ilustración de portada titlada Buckethead n.º 2: Bryan Frankenseuss Theiss.
- Fotografías de las páginas 3, 6, 7 y parte de atrás por: Warren Schummer.
- Programación 3-D: Max MacMuffin.
- Mannager de Producción: Gina Grimes.
- Mannager del mercadeo de producción por: Kenny Nemes.